# Médersa de Tlemcen

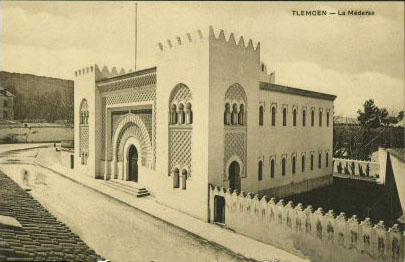
La médersa de Tlemcen au début du XXe siècle.

La médersa de Tlemcen (puis lycée franco-musulman de Tlemcen) était une institution d'enseignement supérieur située dans la ville de Tlemcen en Algérie sous la domination française. Fondée en 1850 et transformée en 1951 en « lycée d’enseignement franco-musulman », elle fut l'un des principaux centres de l'orientalisme français, avant de former de nombreux cadres du futur état algérien indépendant. Actuellement la médersa est devenue un musée. Fin 2024, l'édifice est classé comme patrimoine national algérien.     

## Médersas algériennes
Lorsqu'en 1850 la France décidait de fonder trois médersas sur les territoires qu'elle venait de conquérir en Algérie « pour former des candidats dépendants du culte, de la justice, de l’instruction publique indigène et des bureaux arabes », le choix de l'administration militaire se porta naturellement sur Constantine, Médéa et Tlemcen. Par son histoire et son poids démographique, Constantine était sans rivale dans l'Est algérien. Dans l'arrière-pays algérois, Médéa, une vieille cité qui avait été le siège de l’un des trois beyliks administrés par les Turcs, fut préférée à Alger, qui était alors tournée vers le commerce et dépourvue d'une solide tradition intellectuelle. Dans l'Ouest, les mêmes raisons portèrent l'administration à choisir d'établir une Médersa à Tlemcen plutôt qu'Oran : ancienne capitale impériale du Maghreb central et centre de l'art hispano-mauresque, la ville de Tlemcen comptait de nombreux lettrés issus de vieilles familles maures et jouait le rôle de capitale intellectuelle, forte de cinquante écoles et de deux médersas fondées sous la dynastie zianide, la Khaldouniya et la Tachfiniya, qui allait être rasée par les autorités françaises en 1873.
Les trois Médersas voulues par l'administration française avaient été conçues sur le modèle des médersas médiévales, des écoles coraniques rattachées à une mosquée et dispensant un enseignement juridique et religieux. Tous les cours y étaient donnés en arabe par trois professeurs musulmans, l'enseignement comprenant un cours de grammaire et de lettres arabes, un cours de droit et de jurisprudence musulmane et un cours de théologie. Ce n'est qu'en 1883 que les Médersas accueillirent des professeurs français, adjoints aux professeurs musulmans : la langue française fut alors inscrite au programme des Médersas, aux côtés de rudiments de mathématiques, d’histoire et de géographie.
En application du décret du 23 juillet 1895 les études arabes et françaises furent considérablement renforcées dans les Médersas. La durée de la scolarité fut portée de trois à quatre ans, l'admission se faisant entre 15 et 20 ans. Les élèves passaient à leur sortie de la Médersa un examen ouvrant à un « Certificat d'études des Médersas ». Ce diplôme permettait d'entrer dans une « division supérieure » à la Médersa d'Alger pour y poursuivre pendant deux ans des études complémentaires, sanctionnées par un « Certificat d'études Supérieures des Médersas » délivré, lui aussi, après examen.
Au cours de la première moitié du XXe siècle, le recrutement social des Médersas s'abaissa considérablement. Les familles bourgeoises musulmanes, qui destinaient leurs enfants à des professions libérales plutôt qu'à des emplois de fonctionnaires, préférèrent désormais les envoyer au Lycée, où ils pourraient prétendre à des carrières plus lucratives. C'est dans ce contexte que fut décidé de faire passer les Médersas de l’enseignement supérieur à l’enseignement secondaire, par le décret du 27 novembre 1944. Comme dans les lycées, la durée de la scolarité fut portée à six ans, l'admission se faisant à partir de 13 ans.
Par le décret du 10 juillet 1951, les Médersas furent finalement transformées en « Lycées d’enseignement franco-musulman », ouverts aux élèves européens et préparant au baccalauréat. Boudées par les élites musulmanes dans les dernières années de la colonisation, les Médersas algériennes formèrent néanmoins de nombreux cadres qui allaient s'illustrer dans la modernisation de l'Algérie indépendante, forts d'une double culture et d'un esprit de corps qui s'exprime encore aujourd'hui dans les réunions des anciens « médersiens ». D'après un article du quotidien L'Expression, ces derniers comprendraient notamment :

« ...un nombre important de hauts cadres de la nation dont 28 ministres, une quantité appréciable d’ambassadeurs, d’officiers supérieurs de l’ANP, de walis, de P-DG, de professeurs de médecine, de professeurs d’université, de chercheurs-universitaires, de hauts fonctionnaires d’Etat et enfin de médecins, d’avocats, d’architectes etc. »

## Historique de la médersa de Tlemcen

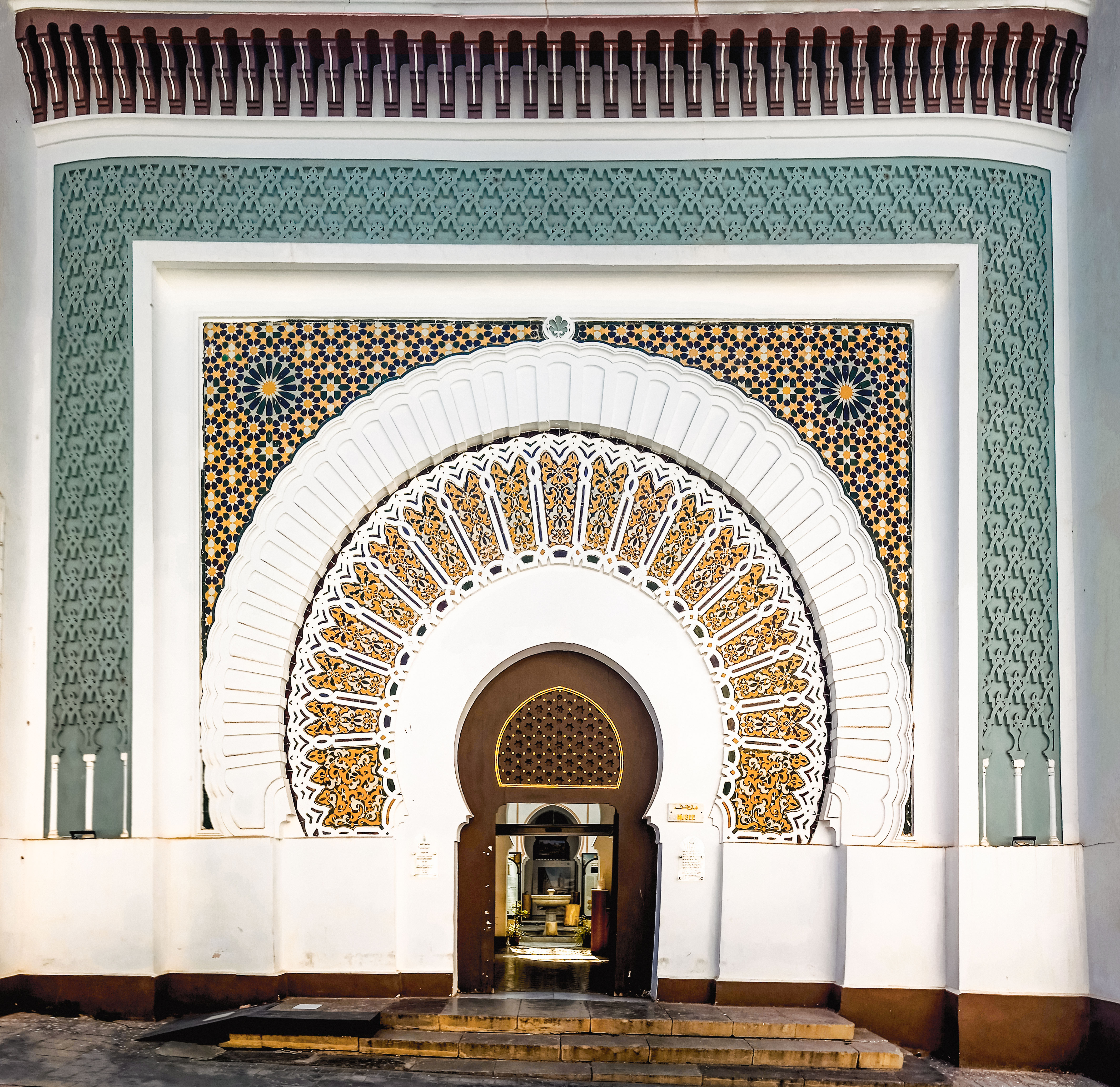
Entrée de la Madrasa, actuelle Musée des Arts Islamiques en 2025.

De 1850 à 1852, la médersa de Tlemcen fut hébergée dans les locaux de la médersa de la mosquée Sidi Boumediene, à El Eubbad, dans les faubourgs de Tlemcen. Elle fut ensuite transférée dans la maison de l’agha Benabdellah du quartier des Ouled-El-Imam. De 1876 à 1905, elle déménagea à trois reprises, avant que ne soient inaugurés par le gouverneur général Jonnart les locaux qui abriteront définitivement la médersa jusqu'en 1960, à proximité de la porte du Maroc au sud-ouest de la ville. Cette nouvelle construction, qui abrite aujourd'hui le musée de Tlemcen, fut conçue dans un style hispano-mauresque, sa façade étant inspirée du mihrab de la grande mosquée de la ville.

### Tlemcen, centre de l'orientalisme français
Au tournant du XXe siècle dans la foulée de la réforme de 1895, la médersa de Tlemcen accueillit parmi les plus grands noms de l'orientalisme français, formant un groupe que l'historien américain George Trumbull IV dénomma l’« école de Tlemcen » : y enseignèrent notamment l'arabisant Maurice Gaudefroy-Demombynes (1862-1957), spécialiste d'histoire religieuse et du pèlerinage de La Mecque, l'historien Auguste Cour (1866-1945), qui dressa le catalogue des manuscrits arabes de la Grande Mosquée de Tlemcen, l'ethnographe Edmond Doutté (1867-1926), qui prit part à de nombreuses missions au Maroc de 1900 à 1909, le berbérisant Edmond Destaing (1872-1940), auteur d'un dictionnaire français-berbère de référence, l'ethnographe et historien de la religion musulmane Alfred Bel (1873-1945), qui prit rapidement la direction de la Médersa et choisit de résider à Tlemcen jusqu'à la fin de sa vie, ainsi que William Marçais (1872-1957), grand spécialiste des dialectes arabes, qui sera nommé professeur au Collège de France en 1927. Son frère, Georges Marçais (1876-1962), professeur à la médersa de Constantine, archéologue et historien de l'art musulman, séjourna à de nombreuses reprises à Tlemcen.
Ce groupe était cependant loin d'être homogène. Plutôt que d'une « école de Tlemcen », on pourrait parler de la rencontre à Tlemcen d'une « école de Paris » et d'une « école d'Alger » aux conceptions de recherche et aux stratégies de carrière opposées : les premiers, passés par l'École des langues orientales de Paris, pratiquaient davantage un orientalisme de bureau sur le modèle de la philologie et de la linguistique comparée (Gaudefroy-Demombynes, W. Marçais) ; les seconds, formés à la faculté des lettres d'Alger par René Basset et ayant tout misé sur une carrière nord-africaine (Doutté, Bel), avaient importé dans le champ scientifique les méthodes ethnographiques d'observation directe des indigènes, éprouvées sous le Second Empire par les officiers des Bureaux arabes (1844-1870). Loin d'être isolés cependant, ces derniers entretenaient des liens avec les sciences sociales émergentes en métropole : proche des durkheimiens, Doutté était un contributeur régulier de L'Année sociologique ; de son côté, Bel contribua au lancement de la Revue des études ethnographiques et sociologiques de l'ethnologue et folkloriste Arnold Van Gennep avant d'accueillir ce dernier à Tlemcen en 1911 et 1912, venu en Algérie enquêter sur l'artisanat indigène.
La médersa de Tlemcen, provinciale par rapport à la faculté des lettres d'Alger, elle-même dominée par rapport à Paris, devait une partie de son essor au début du XXe à la situation géographique de Tlemcen, « porte orientale du Maroc ». Alors que les complexités du discours orientaliste classique se prêtaient mal aux besoins de connaissance de l'administration, les enquêtes socio-linguistiques et les méthodes ethnographiques mis en œuvre dans cette région proche du Maroc présentaient un savoir pratique qui pouvait être utile à l'expansion coloniale. Près de vingt ans après l'exploration du Maroc de Charles de Foucauld, les missions d'Edmond Doutté préparaient ainsi l'intégration du Maroc à l'Empire. Après la guerre, Doutté participera à la lutte contre les nationalismes algérien et marocain, et surveillera les ouvriers nord-africains résidents en France. Les enquêtes linguistiques et ethnographiques d'Edmond Destaing et d'Alfred Bel s'inscrivaient elles aussi dans la dynamique de la conquête coloniale : après un passage à la médersa de Saint-Louis du Sénégal, Destaing retournera en France enseigner l'arabe maghrébin aux fonctionnaires formés à l’École coloniale ; de son côté, Bel sera appelé en 1914 par Lyautey pour réformer l'enseignement des musulmans dans la région de Fès et de Meknès, où il retrouvera nombre de ses anciens élèves de la médersa, employés au Maroc comme interprètes dans la justice ou dans les services civils de l'administration.

### Maîtres orientalistes et élèves nationalistes
Au début des années 1940 enseignaient encore à la médersa Alfred Bel (directeur par intérim en 1939-1940), rejoint par une nouvelle génération de savants menée par l'arabisant Philippe Marçais (1910-1984) (le fils cadet de William Marçais, qui sera directeur de 1938 à 1945), et par Émile Janier (1909-1958), disciple de Louis Massignon et dernier directeur de la médersa, qui accompagna sa transition vers le lycée franco-musulman. la médersa abritait également les conférences de la Société des Amis du Vieux Tlemcen, fondée par Alfred Bel en 1936 et les examens organisés par l’École pratique d’études arabes d'Alger. Parmi les professeurs musulmans, le juriste Ahmed Zerdoumi et le linguiste Si Kaddour Naïmi eurent une profonde influence sur toute une génération d'élèves. Omar Dib se souvenait :

« Cheikh Zerdoumi, le doyen, invariablement vêtu à l’ancienne, portant en guise de cartable un couffin – source de maintes légendes – rempli de livres ou de copies d’élèves ; de ses origines nomades il gardait le maintien auguste et solennel, et cet air imperturbable qui nous imposait le respect ; il symbolisait à nos yeux la pérennité de l’école algérienne : ce professeur des lycées modernes semblait surgir des médersas royales des Banû Ziane ou de l’antique et célèbre université médiévale “El-tachfinya”... Possédant un savoir encyclopédique, il disposait de l’art et de la manière de nous en instruire ; n’était-il pas un homme exceptionnel que nous vénérions ? Lorsqu'il nous arrivait de le croiser dans les couloirs ou la cour du lycée nous ne manquions jamais de le saluer à la manière traditionnelle, c’est-à-dire en touchant de notre front le dos de sa main ou le pan de son burnous ! Ressemblant en tous points aux saints et savants que le chroniqueur Ibn Meriem a immortalisés dans son fameux ouvrage El Boustane, il continua humblement à servir l’Algérie jusqu’à son dernier souffle ! Venait ensuite Si Kaddour Naïmi, un génie en grammaire et en linguistique, un professeur inégalable ! À ma connaissance aucun enseignant de lettres arabes ne savait autant que lui faire aimer ce qu’il professait ! Ses élèves buvaient littéralement ses cours ; dans l’atmosphère feutrée qui caractérisait l’ambiance de la médersa, ses classes prenaient l’aspect de véritables sanctuaires. »

Par sa fonction scientifique comme par sa fonction pédagogique, la médersa devait assurer l'expansion et la pérennité de l'édifice colonial. Par une ironie de l'histoire, à l'image des autres médersas algériennes, la médersa de Tlemcen était devenue au cours de la Seconde Guerre mondiale un intense foyer d'activité nationaliste : d'un côté, l'enseignement de la culture française et de ses idéaux républicains fournissait des armes d'émancipation aux élèves ; de l'autre, l'enseignement de l'histoire et de la culture arabes contribuaient à réveiller en eux le sentiment national. Au début de l'année 1956 en réponse à l'exécution par les autorités françaises du docteur Benaouda Benzerdjeb de nombreux élèves de la médersa de Tlemcen prirent le maquis pour rejoindre le Front de libération nationale. Ainsi plusieurs anciens élèves de la médersa comptèrent parmi les héros de la révolution algérienne, à l'image de Benali Boudghène dit le « Colonel Lotfi », qui, diplômé de la Médersa en 1955, prit le commandement de la Wilaya V avant de trouver la mort le 27 mars 1960 à Djebel Béchar.

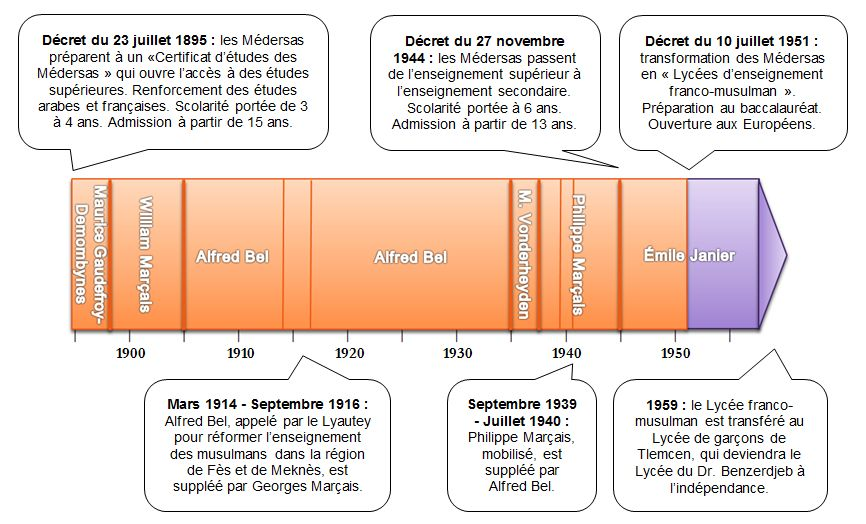
Chronologie de la Médersa et du Lycée franco-musulman de Tlemcen (1895-1959). Réformes et directeurs successifs.

## Directeurs de la médersa de Tlemcen
- Maurice Gaudefroy-Demombynes, directeur de juillet 1895 à décembre 1898 (nommé secrétaire-bibliothécaire de l’École des langues orientales).
- William Marçais, directeur de décembre 1898 à décembre 1904 (nommé directeur de la médersa d’Alger).
- Alfred Bel, directeur de janvier 1905 à mars 1914 (appelé par Lyautey pour réformer l’enseignement musulman dans la région de Fès et de Meknès), de septembre 1916 à janvier 1935 (mis en retraite) et de septembre 1939 à juillet 1940 (intérim).
- Georges Marçais, directeur de mars 1914 à septembre 1916 (intérim).
- Maurice Vonderheyden, directeur de janvier 1935 à 1937.
- Philippe Marçais, directeur de 1938 à septembre 1939 (mobilisé) et de 1940 à 1945 (détaché au CNRS à Paris).
- Émile Janier, directeur de 1945 à juillet 1951 (nommé proviseur du lycée d’enseignement franco-musulman de Tlemcen).

## Quelques anciens élèves
- Boualem Baki, (1922-2017), homme politique, ministre de la Justice puis des Affaires religieuses.
- Mohammed Bedjaoui (1929-), juriste et homme politique, président du Conseil constitutionnel.
- Benali Boudghène dit « Colonel Lotfi » (1934-1960), militant nationaliste, commandant de la Wilaya V.
- Boualem Bessaih (1930-2016), membre du Conseil national de la révolution, diplomate et président du Conseil Constitutionnel
- Benharrats Abdallah (1931-2017 ) ancien haut fonctionnaire d’état , PDG de société nationale et avocat .
- Omar Dib (1940-2011), homme de lettres et journaliste.
- M'Hammed Fehrat (1926), militant nationaliste, membre du Parti populaire algérien (PPA), directeur de la médersa libre d'Oran.
- André Janier (1944), diplomate, ambassadeur de France.
- Mohammed Khettaoui, maître de conférences à la faculté de sciences politiques d’Alger.
- Ahmed Koulakssis, historien, maître de conférences à l'Université de Tours.
- Abdelkader Mahdad (1896-1994), homme de lettres et homme politique, membre de l'Association des oulémas musulmans algériens.
- Mohamed Meziane (1921-1999), militant nationaliste, chargé de la propagande et de la logistique du maquis de Sebdou.
- Abdelkader Ougouag (1916-2008), avocat et militant nationaliste, membre de l'Organisation Spéciale (OS).
- Mustapha Stambouli (en) (1920-1984), militant nationaliste, responsable de la Wilaya VI, troisième secrétaire d'État du Front de libération nationale.
- Bachir Bouiadjra Tedjini dit « Si Yasid » (1926-2011), militant nationaliste, membre du PPA.
- Abdelaziz Zenagui (1877-1932), homme de lettres et poète, répétiteur d'arabe algérien à l'École spéciale des langues orientales à Paris.
- Hadj Tahar Zerhouni (1928-1916), inspecteur de l'académie d'Oran, secrétaire chargé de l’enseignement moyen et secondaire puis ministre de l'Éducation nationale.
- Mahi Khelil Homme politique (député) et fiscaliste ministre des Relations avec le parlement.